# Живеничеви
Живеничеви (Scrophulariaceae) е семейство двусемеделни покритосеменни растения от разред Lamiales. Включва главно тревисти растения, разпространени по целия свят, най-вече в умерения пояс. В по-стари класификации семейството включва около 275 рода, но съвременните таксономии, основани на филогенния принцип, значително ограничават обхвата му. В България се срещат около 140 вида.

## Родове
- Alectra
- Alonsoa
- Aureolaria
- Brachystigma
- Buchnera
- Buddleja – Летен люляк
- Capraria
- Chaenorrhinum
- Dasistoma
- Diascia
- Diplacus
- Hemianthus
- Ilysanthes
- Lendneria
- Leptandra
- Leucophyllum
- Leucospora
- Limosella
- Macranthera
- Mimetanthe
- Nemesia
- Phygelius
- Rehmannia
- Schwalbea
- Scrophularia – Живениче
- Seymeria
- Sutera
- Tomanthera
- Verbascum – Лопен